# Clonage du cheval
Vous lisez un « bon article » labellisé en 2014.
 (mars 2025).
Le clonage du cheval est l'obtention d'un cheval porteur d'un capital génétique identique à celui d'un autre cheval, par une technique de fécondation artificielle. L’intérêt pour cette technique apparaît dès les années 1980. La pouliche Haflinger Prometea, premier cheval cloné vivant, est obtenue en 2003 dans un laboratoire italien. Au fil des années, la technique s'améliore. Elle est surtout employée sur des animaux performants mais castrés ou infertiles, dans un but de clonage reproductif. Ces chevaux servent alors d'animaux reproducteurs. Le clonage du cheval n'est maîtrisé que par quelques laboratoires dans le monde, notamment en France, en Argentine, en Amérique du Nord et en Chine. La technique a ses limites du fait qu'il reste quelques différences entre l'original et son clone, en raison de l'influence de l'ADN mitochondrial.
Les chevaux Pieraz et Quidam de Revel font l'objet de clonages reproductifs dès 2005. La Fédération équestre internationale statue sur l'interdiction des clones en compétition en 2007, avant de les autoriser en 2012. Quelques clones sortent en compétition équestre et remportent des victoires importantes, comme le championnat d'Argentine de polo en 2013. La majorité des stud-books et des associations des différentes races de chevaux refuse les clones, l'Union européenne ayant totalement interdit le commerce des animaux clonés en 2015. Le nombre de chevaux clonés s’accroît néanmoins d'année en année. La pratique suscite beaucoup de controverses, en particulier pour des raisons de bioéthique, puisqu'elle implique un fort taux d'échec sur des embryons. Elle entraîne aussi des questionnements quant à la gestion de la diversité génétique des chevaux, à l'avenir du métier d'éleveur équin, et à l'apparition de nouvelles maladies génétiques ou de fraudes.

## Histoire

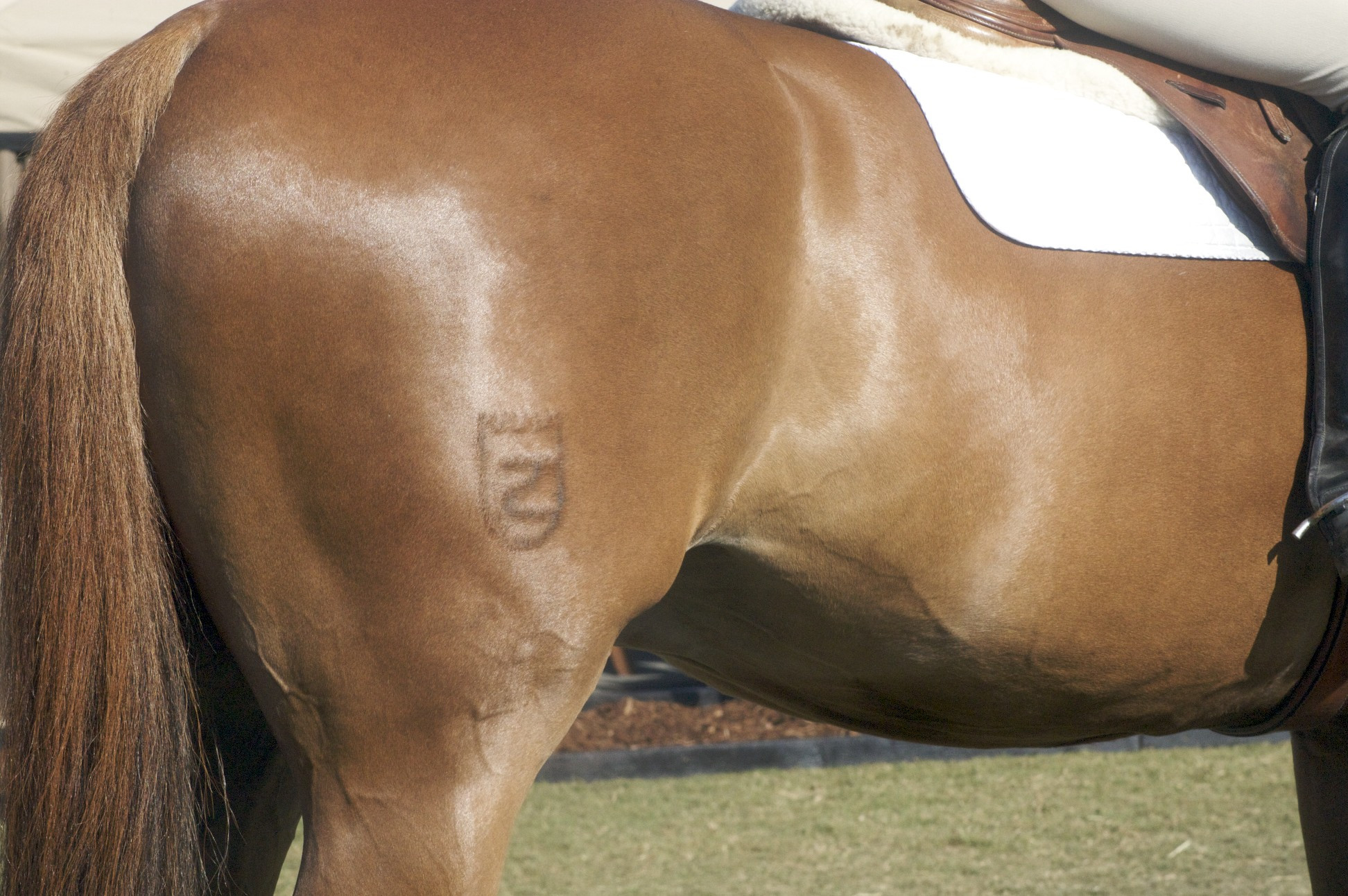
Le haras de Zangersheide (ici, leur marque au fer) a fortement incité au développement du clonage équin.

Le clonage du cheval connaît une évolution qualitative et quantitative très rapide. Si le professeur italien Cesare Galli estime que le clonage du cheval a suscité moins d’intérêt que celui d'autres grands mammifères, d'autres scientifiques pensent au contraire que l'importante valeur commerciale atteinte par certains chevaux a créé un intérêt immédiat, à l'inverse du cas des espèces animales agricoles de valeur moindre. Le clonage équin doit une bonne part de son développement au haras belge de Zangersheide, qui figure parmi les pionniers de l'insémination artificielle et du transfert d'embryon. D'après Éric Palmer, un biologiste français spécialisé dans la reproduction du cheval (qui a introduit l'échographie chez la jument et fait naître le premier poulain par fécondation in vitro), la voie pour l'utilisation du clonage a été ouverte dès les années 1980 grâce au Dr vétérinaire Leo de Backer. Ce dernier est en contact avec de grandes écuries de sport. D'après Palmer, Alwin Schockemöhle, Jan Tops, Thomas Fruhman, John et Michael Whitaker, Willi Melliger, Jean-Claude Van Geensbergen et La Silla (au Mexique) se montrent intéressés, parmi de nombreux autres. L’intérêt de cloner des chevaux de haute lignée est reconnu dès 1998, par l'étude de Westhusin. Des recherches dans ce but sont publiquement annoncées en 2001. La même année, Éric Palmer fonde avec le soutien de Genopole la société Cryozootech, dont le but est de préserver les gènes des chevaux aux performances exceptionnelles dans une optique de futur clonage. Le cheval n'est pas le premier grand mammifère cloné puisque la brebis Dolly et d'autres animaux le précèdent, ce qui en fait le septième mammifère cloné.

### Naissance de Prometea et de Pieraz
La naissance de trois mules clonées aux États-Unis, le 4 mai 2003, précède de peu celle du premier cheval. La première tentative réussie donnant naissance à un clone viable est celle du laboratoire italien LTR-CIZ, qui fait naître en 2003 Prometea, une pouliche de race Haflinger portée à terme par sa mère, dont elle est sa copie génétique. Ces scientifiques ont travaillé sous la houlette du professeur Cesare Galli. En 2002, LTR-CIZ fusionne avec Cryozootech. Ils produisent en Italie le second cheval cloné au monde, Pieraz-Cryozootech-Stallion (stallion signifiant « étalon » en anglais). C'est un clone à vocation purement commerciale, visant à obtenir une copie génétique fertile d'un cheval performant mais castré. La naissance de Pieraz-étalon annonce selon Bernard Debré l'orientation commerciale que prend par la suite le clonage équin. Prometea et Pieraz sont obtenus suivant la même méthode, celle du professeur Galli,.

### Entrée dans la phase commerciale
Peu de temps après, le 13 mars 2005, Dr Katrin Hinrichs fait naître Paris-Texas, un clone de Quidam de Revel, dans un laboratoire de l'université Texas A&M au Texas (États-Unis). Le poulain clone est produit également dans un but commercial pour l'exploitation à la reproduction, à la demande du propriétaire de Quidam. La technique suivie est légèrement différente de celle des Italiens. Le nombre de clonages progresse dès lors au fil des années. En 2009, le clone d'E.T. FRH devient le premier cheval de saut d'obstacles cloné autorisé à la reproduction par un stud-book (celui de Zangersheide), pendant que le clone du champion d'endurance Pieraz entame sa troisième saison de reproduction,. En Argentine, le joueur de polo Adolfo Cambiaso fait appel à Crestview Genetics pour cloner ses poneys de polo. À la fin de l'année 2010, un clone de sa jument de polo Cuartetera est vendu aux enchères pour le montant record de 800 000 $,. En mai 2013, un poulain non-clone naît pour la première fois de deux parents clonés par transfert d'embryon,. Le 7 décembre 2013, une jument de polo clonée remporte pour la première fois une compétition sportive d'envergure. Il s'agit du championnat de polo d'Argentine. Le clonage équin est, en 2018, largement d'usage en Argentine, dans le milieu du polo. Le cheval Polo argentin est devenu l'animal le plus cloné au monde.

## Technique
Les recherches sur le clonage sont souvent effectuées dans le secret, en raison du mauvais accueil du public. Les entreprises de clonage commercial révèlent parfois la naissance de ces chevaux, mais les techniques employées restent le plus souvent secrètes. Selon les haras nationaux français, la technique de clonage employée, dite « somatique », consiste à prélever les cellules par biopsie, généralement sur le poitrail d’un animal adulte. Les fibroblastes sont extraits et cultivés in vitro jusqu'à obtenir un nombre suffisant qui est conservé dans l’azote liquide. Des ovocytes sont prélevés sur une jument, vivante ou morte. L'ADN en est éliminé par énucléation puis une culture in vitro les rend aptes à recevoir l’ADN d’un fibroblaste, celui de l'animal à cloner,. Du fait de la forte demande en ovocytes de juments, ceux-ci proviennent le plus souvent d'abattoirs.
Après environ une semaine de culture in vitro, l'embryon obtenu est implanté dans l'utérus d'une jument porteuse, grâce à la technique du transfert d'embryon. Après onze mois de gestation, la jument donne naissance au poulain cloné. Cependant, ce type de gestation est beaucoup plus à risque qu'une gestation classique.

### Taux de réussite
D'après une chercheuse belge interrogée par Le Vif, le taux d'échec est la principale cause d'opposition au clonage, pour des raisons de bioéthique dues à la mortalité des embryons, des fœtus et des poulains nouveau-nés. Ce taux est élevé, mais diminue progressivement grâce à des techniques mieux maîtrisées. Le professeur Galli a obtenu 15 % d'embryons viables pour son second clone, Pieraz, contre seulement 3 % avec Prometea, le premier cheval, qui avait nécessité 328 tentatives. Les premiers essais sur des mules, en 2003, portaient sur 118 embryons, dont 13 ont donné une gestation, pour obtenir finalement 3 muletons vivants. Pour cloner Calvaro V en 2006, la société Cryozootech a utilisé plus de 2 000 ovocytes, qui ont donné 22 embryons dont un seul a été porté jusqu'à terme.
L'estimation de ce taux varie selon les sources. En 2012, d'après une chercheuse belge, le taux de réussite moyen du clonage animal est d'environ 5 %. Les chercheurs argentins estiment qu'il faut 6 ou 7 embryons sur 20 essais (en 2013). En 2010, d'après une source française, il fallait utiliser environ 2 500 ovocytes de jument pour espérer obtenir un seul poulain viable. Il y a beaucoup d'avortements. Malgré une sensibilité accrue aux maladies néonatales, un clone a la même espérance de vie et la même robustesse qu'un cheval classique. Rien ne permet de différencier extérieurement un clone d'un cheval né de manière classique.

### Applications
Le coût d'un clonage équin oscille entre 200 000 € et 300 000 €, selon les sources. En 2010, les clones destinés aux compétitions sportives ne représentent que 22 % des opérations. Le clonage est donc, et principalement en Europe, essentiellement réalisé à des fins de reproduction de chevaux performants. Un hongre peut ainsi être copié pour assurer sa descendance. Il en est de même pour un étalon devenu trop âgé pour se reproduire ou pour une jument dont le nombre de poulains est naturellement limité. L'utilisation du clonage repose beaucoup sur la croyance selon laquelle l'ADN est le plus important facteur de performance en compétition. L'étude d'Anne Ricard[réf. nécessaire] estime, que dans les disciplines équestres (saut d'obstacles, dressage et endurance) où les hongres représentent environ 40 % des concurrents, l'utilisation de clones reproducteurs permettra une amélioration génétique de 4 % par génération. Leur fertilité ayant été établie, la congélation de leur semence est réalisée comme pour n'importe quel étalon,.
Le clonage affectif reste très marginal en raison de son coût. Aux États-Unis et en Argentine, les demandes de clonage équin émanent surtout des joueurs de polo (qui permettent aux juments de jouer toutes les temporadas) et des éleveurs de chevaux arabes. Le clonage peut également servir à la préservation des races rares menacées de disparition,, mais les motivations des clients sont essentiellement d'ordre commercial.  

### Limites
Si le poulain est la copie génétique de son donneur, la question de l'influence des mitochondries qui restent présentes dans l'ovocyte receveur est en suspens. Les mitochondries ne représentent qu’1 ou 2 % du génome, mais pourraient influer sur les performances sportives du clone. Elles revêtent plus d'importance dans le cas d'une jument que d'un étalon, puisque la jument transmet ses mitochondries pendant la reproduction, à l'inverse de l'étalon. De même, le cheval cloné n'est pas forcément une copie parfaite du donneur en termes de phénotype et de caractère. Les marques blanches peuvent varier et le caractère, dépendant moins de la génétique que de l'influence de la mère et de l'éducation, peut aussi se révéler très différent. La technique trouve aussi ses limites en matière d'élevage dans la mesure où le modèle recherché chez les chevaux évolue avec le temps. Il y a donc peu d’intérêt à cloner un clone de cheval. La mise en application est également très longue, et le nombre de laboratoires et sociétés spécialisés limité. Ainsi, la société Kheiron en Argentine estime son délai d'attente à dix-huit ans, en raison de la demande dépassant très largement l'offre. L'interdiction des clones dans un grand nombre de stud-books et à certaines compétitions en limite aussi l’intérêt.

## Sociétés spécialisées

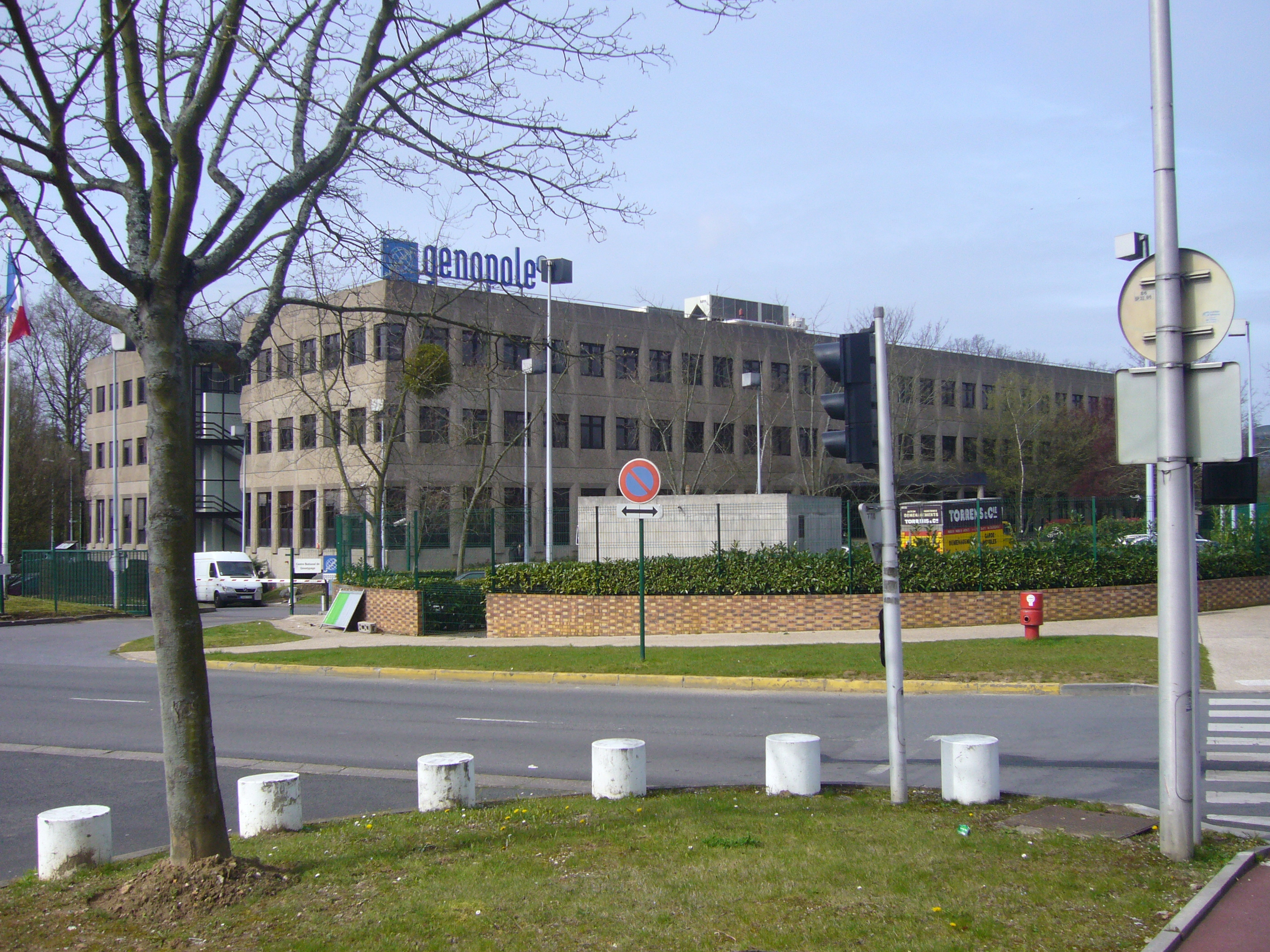
Le Genopole d'Evry a soutenu la création de Cryozootech, première entreprise française de clonage équin commercial.

Quelques entreprises sont connues pour leur spécialisation dans le clonage équin commercial : ViaGen, Replica Farms, Crestview Genetics, Kheiron et Cryozootech. Il existe une forte concurrence entre ces différents laboratoires. L'entreprise française Cryozootech est pionnière du domaine, ayant donné naissance au premier clone à vocation commerciale en 2005. Elle a fait de la production de clones de chevaux célèbres sa spécialité. ViaGen était originellement implanté dans le Texas aux États-Unis, mais le laboratoire a déménagé au Canada après la fermeture des derniers abattoirs américains en 2007, pour se fournir en ovocytes de juments. Kheiron a été créé en Argentine en 2009 avec une équipe de huit personnes. Le clonage équin s'est fortement développé dans ce pays, notamment grâce à la demande des joueurs de polo, à la profusion d'ovocytes de juments disponibles pour la recherche (le pays exporte beaucoup de viande de cheval, et dispose de nombreux abattoirs fournisseurs d'ovocytes) et aux conditions d'élevage facilitées dans la pampa. On estime qu'en 2012, l'Argentine est le pays qui produit le plus de clones de chevaux au monde.  Au Texas, plus de 900 clones seraient nés entre la création du premier laboratoire et l'année 2014. En 2019, des sociétés de clonage équin devraient voir le jour en Chine. 
| Laboratoire        | Pays                                 | Création                               | Nombre de clones                                                | Sources |
| ------------------ | ------------------------------------ | -------------------------------------- | --------------------------------------------------------------- | ------- |
| Cryozootech        | France                               | 2001 (2005 pour l'activité de clonage) | 28 (2001 - janvier 2014)                                        | [ 40 ]  |
| ViaGen             | Texas, États-Unis Canada depuis 2007 | Janvier 2002                           | Leader mondial du clonage équin en Amérique du Nord             | [ 44 ]  |
| Crestview Genetics | États-Unis Argentine                 | 2009                                   | 70 (création - décembre 2013), capacité de 20 à 30 chaque année | ,       |
| Kheiron            | Argentine                            | 2009                                   | Capacité de 10 à 20 chaque année                                | ,       |
| Replica Farms      | États-Unis Canada                    | 2005                                   |                                                                 | ,       |

## Accueil dans les compétitions et les registres d'élevage

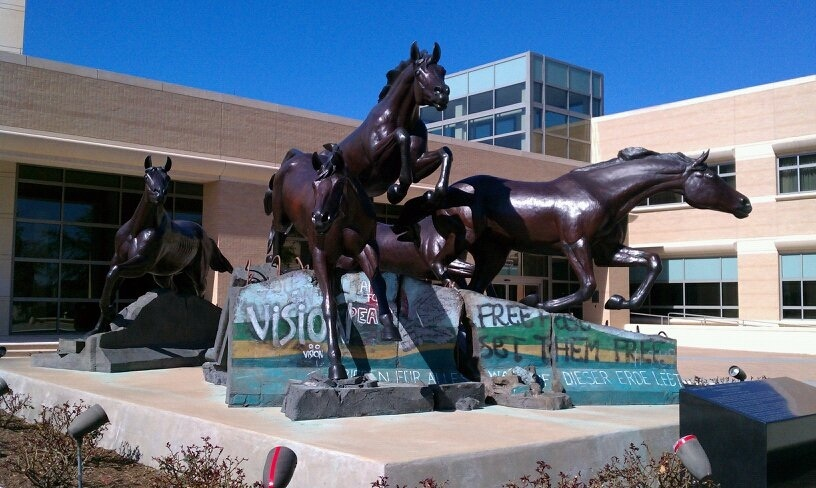
Allégorie du triomphe du capitalisme sur le communisme à la Texas A&M University, premier établissement de recherches sur le continent américain à réussir le clonage du cheval.

L'utilité des clones pour l'amélioration génétique des performances sportives des chevaux est reconnue, y compris par des vétérinaires, bien que le scepticisme reste fort chez une partie des professionnels. D'après Éric Palmer, l'acceptation du clonage équin est croissante et les mentalités évoluent, à l'image de l'acceptation progressive des techniques de fécondation in vitro et d'insémination artificielle chez le cheval. La crainte de voir naître des animaux malformés ou monstrueux a diminué lorsque les propriétaires de clones ont constaté que leurs animaux étaient en bonne santé.

### Participations aux compétitions
En 2007, la Fédération équestre internationale avait statué sur l'interdiction des chevaux clonés pendant les compétitions officielles qu'elle organise, estimant qu'ouvrir la participation à des clones serait injuste et inéquitable pour la concurrence. Elle a révisé sa position en juillet 2012. Les clones de chevaux sont désormais autorisés dans toutes les compétitions de la FEI. Ce revirement est considéré comme un signe important de reconnaissance de l'utilité des clones dans l'élevage du cheval de sport.
Aux États-Unis, la National Cutting Horse Association et la National Barrel Horse Association autorisent les clones en concours de cutting et de barrel racing. L’American Quarter Horse Association a été traduite en justice par des propriétaires et cavaliers de chevaux clonés en 2012, pour avoir refusé que ces chevaux participent aux compétitions officielles de la race,. Le premier jugement rendu ordonne à l'association de modifier ses statuts pour permettre aux clones de concourir.
L'entraînement sportif du clone Levisto Alpha Z rend possible, voire probable, le sacre olympique futur d'un cheval clone.

### Inscriptions aux stud-books
Les clones ne sont généralement pas inscriptibles aux stud-books de leurs races respectives. Le Jockey Club américain refuse tout cheval cloné en course. En France, les courses de trot et de galop leur sont également interdites. Deux stud-books de chevaux de sport européens acceptent les clones, le Zangersheide et l'Anglo-européen. Les haras nationaux français déconseillent l'interdiction des clones aux différents stud-books, arguant que cela finira par faire fuir le meilleur patrimoine génétique à l'étranger.

## Chevaux clonés
L'existence des clones n'est pas toujours rendue publique, en raison du mauvais accueil qui leur est réservé. Bien qu'en Belgique, Isabelle Donnay estime que le clonage commercial des chevaux n'a pas un grand succès, à l'échelle mondiale, leur nombre a nettement augmenté au fil du temps. L'enquête d'Equidia Life en 2013 estime qu'il s'agit d'une « pratique en plein essor ». À l'hiver 2010, 56 clones sont recensés dans le monde, produits par des laboratoires situés en Europe, aux États-Unis et en Amérique du Sud. Les Américains clonent davantage de juments que les Européens. Entre 2006 et 2011, au moins vingt Quarter Horse américains ont été clonés. Début 2014, on estime qu'il existe 900 clones dans le seul État du Texas. En Europe, l'écurie belge de Zangersheide fait régulièrement appel à cette technique, et compte quatre chevaux clonés entre 2006 et 2013. L'étalon Salute, l'un des clones du Quarter Horse Smart Little Lena, a été exporté en Australie en 2010 pour la reproduction.
| Cheval cloné (race)               | Nom du (ou des) clone(s)                                     | Laboratoire                                                               | Date de naissance                                             | Sources |
| --------------------------------- | ------------------------------------------------------------ | ------------------------------------------------------------------------- | ------------------------------------------------------------- | ------- |
| Stella Cometa (Haflinger)         | Prometea                                                     | Pr Galli Cesare, LTR-CIZ                                                  | 28 mai 2003                                                   | [ 55 ]  |
| Pieraz (Arabe)                    | Pieraz-Cryozootech-Stallion                                  | Pr Cesare Galli (LTR-CIZ) et Dr Éric Palmer (Cryozootech)                 | 26 février 2005                                               | [ 56 ]  |
| Quidam de Revel (Selle français)  | Paris-Texas                                                  | Dr Katrin Hinrichs (Texas A&M University) et Dr Éric Palmer (Cryozootech) | 13 mars 2005                                                  | [ 57 ]  |
| Royal Blue Boon (Quarter Horse)   | -                                                            | Replica Farms                                                             | 19 février 2006                                               | [ 9 ]   |
| E.T. FRH (Hanovrien)              | E.T.-Cryozootech-Stallion                                    | Cryozootech                                                               | 2 juin 2006                                                   | ,       |
| Scamper (Quarter Horse)           | Clayton                                                      | ViaGen                                                                    | 8 août 2006                                                   | [ 59 ]  |
| Smart Little Lena (Quarter Horse) | Treize clones depuis 2006, dont l'étalon Salute              | Dr. Katrin Hinrichs (Texas A&M University)                                | 2006                                                          | ,       |
| Poetin 2                          | Poetin 1 Poetin 2                                            | Cryozootech                                                               | 30 mars 2007                                                  | [ 60 ]  |
| Chellano Z                        | -                                                            | Cryozootech                                                               | 25 juillet 2008                                               | [ 60 ]  |
| 435 Airwolf                       | Wolfie                                                       | ViaGen                                                                    | 4 août 2008                                                   | [ 38 ]  |
| Gem Twist (Pur-sang)              | Gemini Murka's Gem                                           | Cryozootech                                                               | Septembre 2008 2011                                           | ,       |
| Calvaro V (Holsteiner)            | Calvaro-Cryozootech-Stallion                                 | Cryozootech                                                               | Juillet 2006 (poulain mort-né) 2008 (réussite)                | ,       |
| Ratina Z                          | Ratina Z alpha Ratina Z bêta Ratina Z gamma                  | Cryozootech                                                               | 2009                                                          | ,       |
| Air Jordan Z                      | Air Jordan Alpha Z                                           |                                                                           | Naissance en avril 2009                                       | [ 63 ]  |
| Levisto Z (Holsteiner)            | Levisto Alpha Z                                              |                                                                           | Naissance en mai 2009                                         |         |
| Sapphire (Holsteiner)             | Saphir                                                       | Replica Farms                                                             | 11 février 2010                                               | [ 64 ]  |
| Top Gun La Silla (Hanovrien)      | Top Gun Cryozootech                                          | Cryozootech                                                               | 16 mars 2010                                                  | [ 40 ]  |
| -                                 | Nandubay Bicentenario Premier cheval cloné d'Amérique du Sud | Bio Sidus                                                                 | 2010                                                          | [ 65 ]  |
| Cuartetera (poney de polo)        | -                                                            | Crestview Genetics                                                        | 2010                                                          | [ 15 ]  |
| Frenchmans Guy (Quarter Horse)    | Trois clones                                                 | ViaGen                                                                    | Printemps 2011                                                | [ 39 ]  |
| Zandor Z                          | Zandor Alpha Z                                               |                                                                           | Naissance en novembre 2011, existence révélée en février 2012 | [ 66 ]  |
| Rusty (Letton)                    | Deux clones                                                  | Cryozootech                                                               | Naissance en 2012, existence révélée en 2013                  | [ 67 ]  |
| Tamarillo                         | Tomatillo                                                    | Replica Farms                                                             | Existence révélée en 2013                                     | [ 68 ]  |
| Cruising (Irish Sport Horse)      | Cruising Arish Cruising Encore                               |                                                                           | Naissance en 2012, existence révélée en 2015                  | [ 69 ]  |
| Otterongo Z                       | Otterongo Alpha Z                                            |                                                                           | 2014                                                          |         |
| Storm Cat (Pur-sang)              | Deux clones                                                  | Crestview Genetics                                                        | Naissance en avril 2015, existence révélée en juillet 2015    | [ 70 ]  |
| As Cold As Ice Z                  | As Cold As Ice Alpha As Cold As Ice Bêta                     |                                                                           | 2015                                                          |         |
| Cocaïne Z                         | Cocaïne Alpha Z Cocaïne Bêta Z                               |                                                                           | 2015 2016                                                     |         |
| Cumano Z                          | Cumano Alpha Z                                               |                                                                           | 2017                                                          |         |

## Opposition

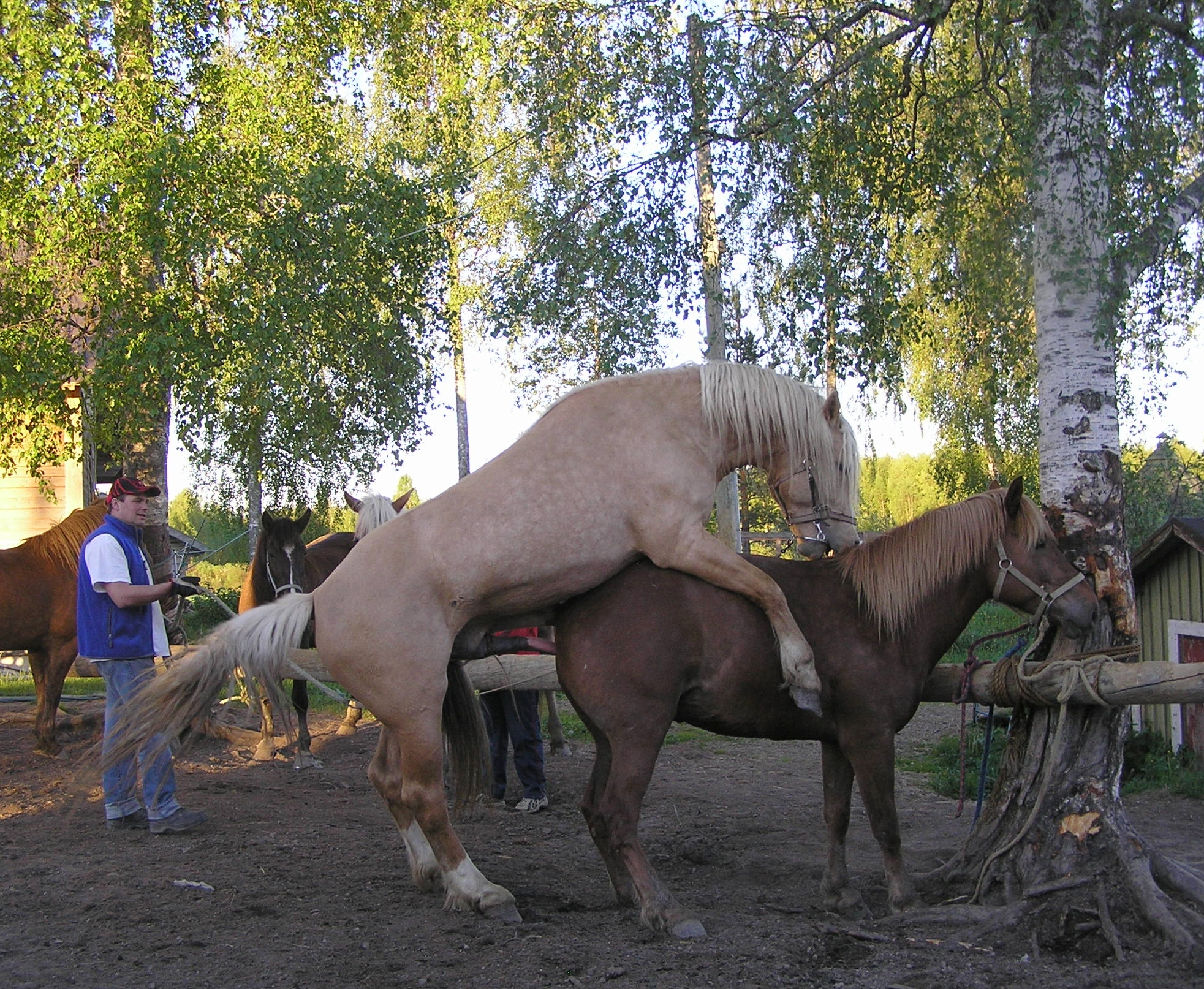
L'une des craintes introduites par le clonage est la mise en péril de l'élevage et des techniques traditionnelles de reproduction du cheval. Ici, une monte en main.

D'après différentes enquêtes, dont celle réalisée par Cheval Savoir en 2009, le clonage des chevaux est globalement mal accepté par les cavaliers et les professionnels du monde du cheval. Ils pensent que cela introduit une concurrence déloyale envers les éleveurs de chevaux « normaux », tout en constituant une activité très lucrative et éthiquement inacceptable. Pour le scientifique français Éric Palmer, la technique est diabolisée en raison de méconnaissances. L’American Quarter Horse Association a déclaré que « [...] les clones n'ont pas de parents, le clonage n'est pas de l'élevage. Il ne s'agit que de photocopies du même cheval », pointant son faible taux de succès et le risque de voir se développer des maladies génétiques encore inconnues. Le Jockey Club s'est également distingué par une forte opposition. Le Dr Thomas Reed, qui possède le haras privé Morningside Stud en Irlande (où est né Hickstead), s'oppose lui aussi publiquement au clonage après la mort accidentelle de son étalon en compétition, fin 2011. En septembre 2015, l'Union européenne interdit tout commerce d'animal cloné sur son territoire.

### Bioéthique
Le clonage du cheval, comme celui des autres espèces animales pose des questions de bioéthique puisqu'il implique un fort taux de mortalité d'embryons, de fœtus et de jeunes poulains. L'étude d'éthique du haras national suisse signale une « perte massive en cours de gestation », moins de 1 % des ovocytes obtenus donnant un poulain vivant. De plus, les poulains nés d'un clonage souffrent de fréquents problèmes de santé. Une étude américaine a porté sur 14 clones nés entre 2004 et 2008. Six (soit 43 %) étaient normaux, les  huit autres souffraient de troubles néo-nataux, de problèmes d'ombilic et de déformations des membres. Il y a un grand nombre de poulains mort-nés, de décès durant les premiers jours qui suivent la naissance, de déficits immunitaires, de malformations des muscles et des os. Les problèmes à la mise bas sont fréquents pour la jument porteuse et le poulain, la césarienne étant courante. Si les poulains survivent à leur période postnatale, ils ne semblent pas plus sensibles aux maladies par la suite. La question de leur longévité reste inconnue, les premiers clones étant encore trop jeunes pour permettre de tirer des statistiques.
Au Royaume-Uni, le chercheur William (Twink) Allen s'est vu refuser en 2004 l'autorisation de poursuivre ses essais de clonage pour ces raisons d'éthique, les animaux clonés pouvant présenter des malformations, des anomalies et des maladies selon les autorités britanniques. Le Dr Natasha Lane, de la Société pour la prévention de la cruauté envers les animaux (RSPCA), a déclaré qu'il n'est pas acceptable de cloner des animaux en sacrifiant des embryons « simplement pour avoir une médaille d'or ». Allen s'est élevé contre cette décision, estimant que le gouvernement britannique a « cédé face au lobby des associations de protection animale ».

### Perte de diversité génétique et confiscation du vivant
Le 8 juin 2005, plusieurs éleveurs français de la Confédération paysanne manifestent devant le Genopole d'Évry, au siège de Cryozootech, pour dénoncer la « mainmise sur le vivant » et une perte de diversité génétique à venir, estimant que le développement du clonage fera disparaître à terme le métier d’éleveur. Plusieurs spécialistes mettent en garde contre la banalisation du clonage, estimant qu'elle fera beaucoup souffrir l'industrie de l'élevage équin, notamment en sport hippique, en faisant diminuer la demande en poulains nés naturellement. Le clonage créerait une baisse drastique de diversité génétique, car les mêmes gènes « pourront être reproduits encore et encore »,.

### Fraudes
Une crainte née avec le clonage est celle de voir de nouvelles formes d'escroqueries. Des personnes mal intentionnées pourront dérober des crins à un cheval de prix qui ne leur appartient pas, et le faire cloner. La technique actuelle du clonage le rend impossible à partir de crins, mais elle évolue vite,. Dans les stud-books qui refusent les clones, en particulier celui du Pur-sang, il serait possible de faire passer un cheval cloné à partir d'un champion pour un autre animal, en falsifiant ses documents d'identification.